# Echium salmanticum
Echium salmanticum Lag.  es una especie de planta perteneciente a la familia de las boragináceas.

## Distribución geográfica
Echium salmanticum es un endemismo que se encuentra preferentemente en terrenos de la meseta castellana del piso meso-supramediterraneo seco arcilloso-calcáreo-subnitrófilo.
Se encuentra en comunidad con otros tipos de plantas características. La asociación de Echium salmanticum, Carduus granatensis y Verbascum pulverulentum se desarrolla frecuentemente en terrenos degradados por la mano del hombre como escombreras, alrededores de campos de cultivo y zonas próximas a las poblaciones.

## Descripción
Es una hierba perenne, con hasta 50 tallos, serícea. Tallos de hasta 80 (-100) cm, erectos o ascendentes, generalmente simples, naciendo en la axila de las hojas de una roseta basal, con indumento simple de setas largas y patentes. Hojas agudas, con indumento simple de setas más o menos patentes; las de la base de hasta 45 x 5 cm, estrechamente elípticas, agudas, gradualmente estrechadas en un peciolo corto, formando una roseta bien marcada; las caulinares de hasta 11 x 2’5 cm, estrechamente lanceoladas, de base ligeramente auriculada o cuneada. Inflorescencia espiciforme, rara vez paniculada, laxa, con numerosas cimas; cimas multifloras, alargándose hasta 15 cm en la fructificación. Brácteas de 3’5-7 x 0’6–2 mm, generalmente más cortas que el cáliz, linear-lanceoladas, de base ligeramente auriculada. Flores cortamente pediceladas. Cáliz con lóbulos de 3-6 x 1-1’5 (-2) mm, linear-lanceolados o lanceolados, ligeramente acrescentes y ovado-lanceolados o estrechamente ovados en la fructificación, subobtusos, con indumento simple de setas cortas y en general algunos pelos glandulares bi o tricelulares. Corola de 6’5-9 (-10) mm, infundibuliforme, subactinomorfa, abruptamente ensanchada en el punto de inserción de los estambres, con tubo de 2-3’5 mm, bien marcado y limbo de (5’5-) 6’5-8’5 (-10) mm de diámetro, azul con tubo blanquecino con pelos cortos y escasos por casi toda la superficie externa del limbo, a veces ausentes. Androceo con los 5 estambres largamente exertos, con filamentos glabros y rojizos. Núculas de 2-2’5 x 1’2-1’8 mm, ligeramente tuberculado-rugosas, grises. 2n= 16.

## Taxonomía
Echium salmanticum fue descrita por Jean-Baptiste Lamarck  y publicado en Tabl. Encycl. 1: 412 (1792)

### Citología
Número de cromosomas de Echium salmanticum (Fam. Boraginaceae) y táxones infraespecíficos: n=8

### Etimología
- Echium: nombre genérico que deriva del griego echium, lo que significa víbora, por la forma triangular de las semillas que recuerdan vagamente a la cabeza de una víbora.
- salmanticum: epíteto geográfico que alude a su localización en Salamanca.

### Sinonimia
- Echium lusitanicum subsp. polycaulon (Boiss.) P.Gibbs
- Echium polycaulon Boiss.[4]